# لمبس گروو (آیووا)
لمبس گروو (به انگلیسی: Lambs Grove) شهری در ایالت آیووا کشور ایالات متحده آمریکا است که جمعیت آن در سرشماری سال ۲۰۱۰ میلادی، ۱۷۲ نفر بوده‌است.